# Patrik Ježek
Pour les articles homonymes, voir Ježek.
Patrik Ježek est un footballeur tchèque né le 28 décembre 1976 à Pilsen.

## Carrière
- 1994-1998 : Viktoria Plzeň  République tchèque
- 1998-2000 : FC Wacker Tirol  Autriche
- 2000-2001 : Austria Vienne  Autriche
- 2001-2002 : FC Wacker Tirol  Autriche
- 2002-2003 : Karlsruher SC  Allemagne
- 2003-2004 : Sparta Prague  République tchèque
- 2004-2005 : SV Pasching  Autriche
- 2005-2009 : Red Bull Salzbourg  Autriche
- 2010-2013 : VfB Admira Wacker  Autriche

## Sélections
- 7 sélections et 1 but avec la Tchéquie espoirs.